# Вперед (часопис)
Український робітничий часопис «Вперед» — орган лівого крила Української революційно-демократичної партії (УРДП), що виходив у Мюнхені (Німеччина) з 1949 по 1959.

## Історія
Нова хвиля української еміграції після другої світової війни (1939-1945) принесла людей із досвідом проживання у СРСР. Ці нові емігранти спробували створити соціалістичну політичну партію, що стояла б на позиціях антисталінізму та самостійництва. Так 1946 року виникла Українська революційно-демократична партія (УРДП). Дуже швидко у партії намітилися два крила — праве (на чолі з Іваном Багряним (1907-1963)), що ототожнювало соціалізм (комунізм) із сталінізмом (більшовизмом) [джерело?], і ліве (на чолі з Іваном Майстренком (1899-1984)), що виступало за побудову в майбутній самостійній Україні демократичного соціалізму.
З 1949 року ліва УРДП почала видавати у Мюнхені свою щомісячну газету (що дала назву всій групі). Цей соціалістичний часопис видавався з квітня 1949 року по січень 1960 року; загалом вийшло понад сто чисел.
«Вперед» зосереджував свою увагу не стільки на справах суто українських чи україноемігрантських, скільки публікував матеріали на різноманітні теми політики, економіки та культури в Україні й світі — від національно-визвольної боротьби у західній Україні (діяльність й ідеологія УПА) до реформ на українському селі, від громадянської війни і початку соціалістичного будівництва у Китаї до гонки озброєнь у світі, від політичних розбіжностей між Совєтським Союзом і Югославією до народних повстань у Польщі й Угорщині 1956 року.
На шпальтах газети знайшли своє місце перші українські переклади з англійського посттроцькіста Тоні Кліффа (1917-2000) та американського соціаліста Гела Дрейпера (1914-1990). Тут викристалізувалися погляди українських лівих діячів — противників сталінізму та прихильників соціалістичної демократії.

## Автори
Найактивнішими авторами часопису були Іван Майстренко, Борис Левицький (1915-1984) і Всеволод Голубничий (1928-1977).